# درويش (مسلسل)
درويش، مسلسل اجتماعي كوميدي كويتي من إنتاج الراي.

## بطولة

### الممثلون
- داوود حسين
- فرح بسيسو
- عبير الجندي
- أحمد السلمان
- طيف
- هبة الدري
- ناصر محمد البلوشي
- أحمد إيراج
- أشرف يعقوب
- مبارك سلطان
- عصرية الزامل
- رانيا السباعي
- أبرار عبد الله
- بدر الطيار
- أمل عباس
- إسماعيل الراشد
- محمد حسن
- شهاب حاجية

تأليف ضيف الله زيد وإخراج إياد الخزوز.